# Apostolische Präfektur Westsahara

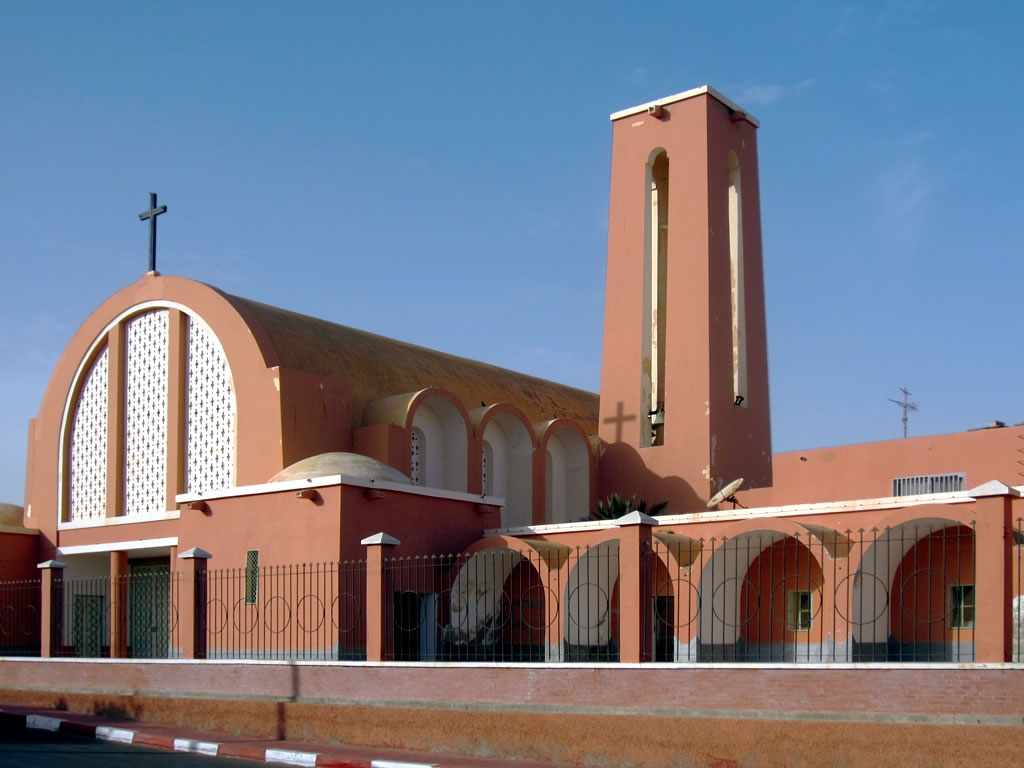
Kathedralkirche Franz von Assisi in El Aaiún

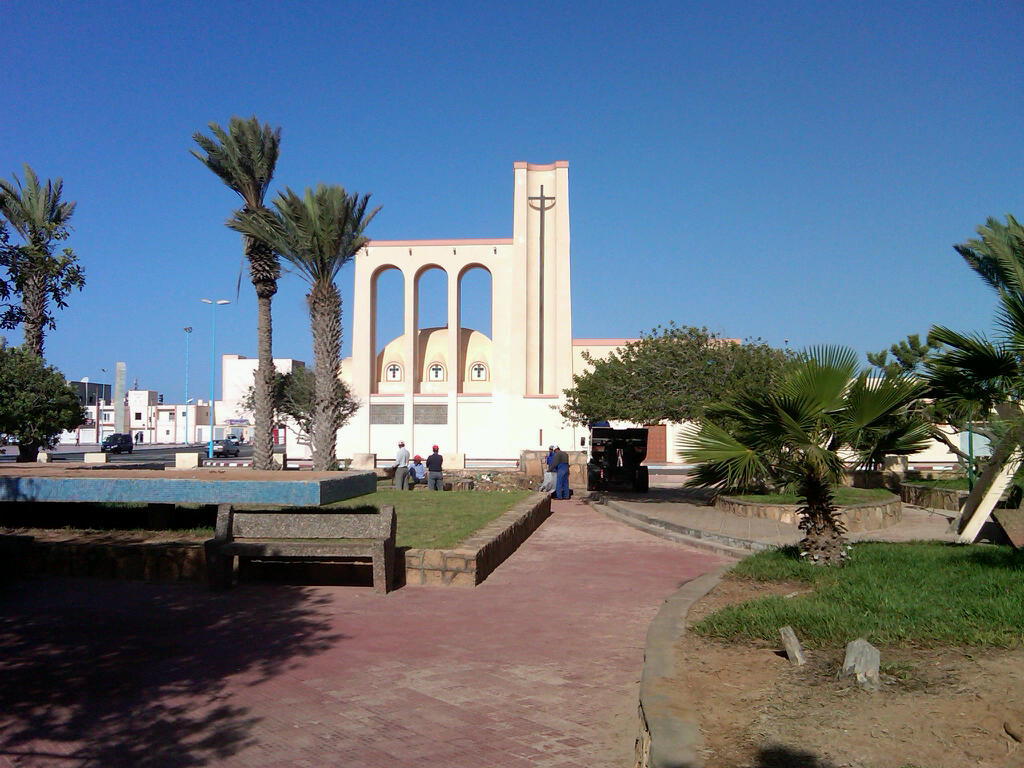
Unsere Liebe Frau auf dem Berge Karmel Kirche in Ad-Dakhla

Die Apostolische Präfektur Westsahara (lateinisch Apostolica Praefectura de Sahara Occidentali; französisch Préfecture apostolique du Sahara occidental) ist eine in der Demokratischen Arabischen Republik Sahara gelegene römisch-katholische Apostolische Präfektur. 

## Geschichte
Die Apostolische Präfektur Sahara Occidental wurde am 5. Juli 1954 unter dem Namen Apostolische Präfektur Spanisch-Sahara und Ifni aus Gebieten des Apostolischen Vikariats Ghardaia und des Apostolischen Vikariats von Marokko begründet. 1970 verlor die Apostolische Präfektur Teile ihres Gebiets an das Erzbistum Rabat und änderte ihren Namen auf Spanisch-Sahara (Sahara Español). Am 2. Mai 1976 kam es dann zum jetzigen Namen Apostolische Präfektur Westsahara.
Nahe dem Place Hassan II in El Aaiún liegt die Kathedralkirche von 1954 mit einem Tonnendach aus einer Betonschale. Das Franz von Assisi geweihte Gotteshaus wurde auf General Francos Wunsch 1950 zusammen mit der Kirche von Ad-Dakhla vom selben Architekten entworfen, der auch für das Valle de los Caídos bei Madrid verantwortlich ist.
Das 266.000 km² große Missionsgebiet, welches von Angehörigen der Ordensgemeinschaft der Oblaten der Unbefleckten Jungfrau Maria betreut wird, hat seinen Hauptsitz in El Aaiún (französisch Laâyoune). Die Liturgiesprache ist in der Regel Französisch. Die zwei Pfarreien befinden sich in El Aaiún und Ad-Dakhla.

## Ordinarien

### Apostolischer Präfekt von Spanisch-Sahara und Ifni (1954–1970)
- Félix Erviti Barcelona OMI (1954–1970)

### Apostolischer Präfekt von Spanisch-Sahara (1970–1976)
- Félix Erviti Barcelona OMI (1970–1976)

### Apostolische Präfekten von Westsahara (seit 1976)
- Félix Erviti Barcelona OMI (1976–1994)
- Acacio Valbuena Rodríguez OMI (1994–2009)
- Mario León Dorado OMI (seit 2013)